# Davide Barba
Davide Barba (Napoli, 25 luglio 1926 – 8 marzo 1992) è stato un politico italiano.

## Biografia
Laureato in medicina, è stato eletto nella IV legislatura con la Democrazia Cristiana. Verrà poi riconfermato nella VI e VII.